# Фелікс Клаус
Фе́лікс Кла́ус (нім. Felix Klaus, нар. 19 вересня 1992, Оснабрюк) — німецький футболіст, півзахисник, фланговий півзахисник клубу «Гройтер Фюрт».
Виступав, зокрема, за клуби «Фрайбург», «Ганновер 96» та «Фортуну» (Дюссельдорф), а також молодіжну збірну Німеччини.

## Клубна кар'єра
У дорослому футболі дебютував 2009 року виступами за команду клубу «Гройтер» II, в якій провів чотири сезони, взявши участь у 28 матчах чемпіонату.
Згодом грав у основних командах та дублерах «Гройтера» «Фрайбурга».
У 2015 році уклав контракт з клубом «Ганновер 96», у складі якого провів наступні три роки своєї кар'єри гравця. Граючи у складі «Ганновера», також здебільшого виходив на поле в основному складі команди.
До складу клубу «Вольфсбург» приєднався 2018 року. Станом на 30 вересня 2019 року відіграв за «вовків» 21 матч у національному чемпіонаті.

## Виступи за збірні
У 2009 році дебютував у складі юнацької збірної Німеччини (U-17), загалом на юнацькому рівні взяв участь у 18 іграх, відзначившись 3 забитими голами.
Протягом 2014–2015 років залучався до складу молодіжної збірної Німеччини. На молодіжному рівні зіграв у 3 офіційних матчах.